# 王詠
王詠（1528年—？年），字于詩，號杜陵，四川嘉定州人，明朝政治人物。

## 生平
治《書經》，嘉靖三十一年（1552年）由州學生中式壬子科四川鄉試第二十二名舉人，年二十六歲中式嘉靖三十二年（1553年）聯捷癸丑科會試第八名，第三甲第二百五十一名進士。改翰林院庶吉士，三十四年十月授湖广道御史，历升河南佥事、江西参议。

## 家族
曾祖王時，義官；祖王守山；父王拱極；生员。母童氏。慈侍下，妻周氏。兄讓（生员）、弟諫；講；譜；諒（俱生员）；誠。